# Juliene Simpson
Juliene Simpson, née le 20 janvier 1953 à Elizabeth, dans le New Jersey, est une ancienne joueuse et entraîneuse américaine de basket-ball. 

## Palmarès
- Finaliste des Jeux olympiques 1976
- Vainqueur des Jeux panaméricains de 1975